# Radomyśl Wielki (gmina)
Radomyśl Wielki est une commune urbaine-rurale de la Voïvodie des Basses-Carpates et du powiat de Mielec. Elle s'étend sur 159,6 km² et comptait 13 636 habitants en 2010.
Elle se situe à environ 16 kilomètres de Mielec et à 56 kilomètres de Rzeszów, la capitale régionale.